# Looney Tunes Cartoons
Looney Tunes Cartoons es una serie de televisión animada estadounidense desarrollada por Peter Browngardt y producida por Warner Bros. Animation, basada en los personajes de Looney Tunes y Merrie Melodies. La serie hizo su debut mundial en el Festival Internacional de Cine de Animación de Annecy el 10 de junio de 2019, y se estrenó en los Estados Unidos a través de HBO Max el 27 de mayo de 2020.
Se estrenó en España el 19 de junio de 2021 a través de Boing, y en Latinoamérica el 29 de junio del mismo año en HBO Max.

## Producción
En 2017, después de que Browngardt terminara Uncle Grandpa, se reunió con Audrey Diehl, la ejecutiva creativa de Warner Bros., en un almuerzo. Hablaron de un proyecto en el que no estaba interesado, y mientras terminaban el almuerzo, Pete dijo: "Sabes, lo que realmente quiero hacer es dirigir un corto de Looney Tunes". Ella se sorprendió de que él fuera fanático de Looney Tunes y le reservó una reunión con el presidente del estudio, Sam Register. Browngardt expresó que quería dirigirlo en el espíritu de las caricaturas clásicas de la década de 1940. Luego comenzó el casting, contrataron a Eric Bauza y, como era admirador del arte de Jim Soper en Instagram, lo contrató como diseñador de personajes.
Warner Bros. Animation anunció una nueva serie en junio de 2018, que ''consistiría en 1,000 minutos repartidos en cortos de 1 a 6 minutos'' y se lanzaría en 2019, presentando a ''los personajes emblemáticos de la marca expresados por sus actores de voz actuales en simples gags y historias visualmente vibrantes''. El estilo de la serie recuerda a los clásicos cortos de Looney Tunes hechos por Tex Avery, Bob Clampett, Chuck Jones, Friz Freleng, Robert McKimson y otros. Register y Browngardt son los productores ejecutivos de la serie. Los personajes fueron diseñados por Jim Soper, y los derechos de autor de las hojas modelo datan de 2018. Los diseños iniciales de los dibujos animados de Looney Tunes se vieron de antemano en el logotipo de Warner Bros. Animation que se mostró por primera vez antes de Teen Titans Go! to the Movies. La animación fue dirigida por Joey Capps, quien también trabajó en la serie Superjail! de Adult Swim.

## Episodios
| Temp. | Temp. | Episodios | Episodios | Estreno original        | Estreno original        | Estreno en Latinoamérica | Estreno en Latinoamérica |
| Temp. | Temp. | Episodios | Episodios | Primera emisión         | Última emisión          | Primera emisión          | Última emisión           |
| ----- | ----- | --------- | --------- | ----------------------- | ----------------------- | ------------------------ | ------------------------ |
|       | 1     | 31        | 10        | 27 de mayo de 2020      | 27 de mayo de 2020      | 29 de junio de 2021      | 29 de junio de 2021      |
|       | 1     | 31        | 1         | 3 de diciembre de 2020  | 3 de diciembre de 2020  | 24 de diciembre de 2021  | 24 de diciembre de 2021  |
|       | 1     | 31        | 10        | 21 de enero de 2021     | 21 de enero de 2021     | 20 de agosto de 2021     | 20 de agosto de 2021     |
|       | 1     | 31        | 10        | 29 de abril de 2021     | 29 de abril de 2021     | 26 de noviembre de 2021  | 26 de noviembre de 2021  |
|       | 2     | 11        | 11        | 8 de julio de 2021      | 19 de agosto de 2021    | 11 de febrero de 2022    | 11 de febrero de 2022    |
|       | 3     | 9         | 9         | 25 de noviembre de 2021 | 25 de noviembre de 2021 | 6 de mayo de 2022        | 6 de mayo de 2022        |
|       | 4     | 10        | 10        | 20 de enero de 2022     | 20 de enero de 2022     | 22 de julio de 2022      | 22 de julio de 2022      |
|       | 5     | 11        | 11        | 3 de febrero de 2022    | 6 de abril de 2023      | 21 de febrero de 2022    | 28 de abril de 2023      |
|       | 6     | 9         | 9         | 27 de julio de 2023     | 27 de julio de 2023     | 28 de julio de 2023      | 28 de julio de 2023      |

## Medios
Diez episodios del programa (todos centrados en Bugs) se lanzaron como características adicionales para el set de Blu-ray de la colección del 80 aniversario de Bugs Bunny el 1 de diciembre de 2020. La primera temporada completa estuvo disponible para iTunes el 29 de agosto de 2021.

## Lanzamiento
Después de su estreno en Annecy, los primeros 10 episodios de la serie se lanzaron en HBO Max el 27 de mayo de 2020, y los siguientes 20 episodios de la primera temporada se lanzaron hasta el 29 de abril de 2021. La serie también se estrenó en Cartoon Network el 5 de julio de 2021, para promover Space Jam: Una nueva era.

### Transmisión internacional
En Canadá, la serie se estrenó en Teletoon el 11 de octubre de 2020. En Australia y Nueva Zelanda, la serie se estrenó en Cartoon Network el 23 de abril de 2021. En el Reino Unido e Irlanda, la serie se estrenó en Boomerang el 7 de junio de 2021. En Japón, la serie se estrenó en Cartoon Network el 15 de agosto de 2021.

## Película
El escritor de Tom & Jerry, Kevin Costello está trabajando en una película para televisión basada en la serie, centrada en el Pato Lucas y Porky tratando de detener una invasión alienígena. La película saldrá al aire en el bloque de Cartoon Network, ACME Night.